# قسم قمري

تعديل مصدري - تعديل

قسم قمري هي إحدى حارات حي يريم بمدينة يريم أحد مدن محافظة إب، بلغ تعداد سكانها 424 نسمة حسب تعداد اليمن لعام 2004.